# Norbert Pfaffenbichler
Norbert Pfaffenbichler (Steyr, 26 d'abril de 1967) és un artista, cineasta i curador austríac.

## Biografia
Norbert Pfaffenbichler va assistir a l'escola professional d'educació especial i professions socials de l'Evangelisches Diakoniewerk Gallneukirchen i va treballar inicialment com a cuidador de persones amb discapacitat a Viena de 1989 a 1993. Des de 1992 va estudiar Estudis Teatrals i Periodisme a la Universitat de Viena fins que va ser acceptat a la Universitat d'Arts Aplicades de Viena el 1994. Allà va estudiar Disseny de mitjans visuals amb Peter Weibel. Des que va acabar els seus estudis l'any 2001, ha treballat com a artista independent i comissari a Viena.
Els curtmetratges experimentals de Pfaffenbichler es caracteritzen, d'una banda, per l'abstracció matemàtica i, d'altra banda, per un compromís artístic amb la primera història del cinema. Les seves pel·lícules, en les que va treballar diverses vegades amb Lotte Schreiber, entre d'altres, són distribuïdes per la distribuïdora de cinema austríac sixpackfilm. Entre les participacions internacionals més importants de festivals destaquen el Festival Internacional de Cinema de Mar del Platai el Festival Internacional de Cinema de Venècia, el Festival Internacional de Cinema d'Edimburg, el Festival Internacional de Curtmetratges Hamburg, el Festival Internacional de Curtmetratges d'Oberhausen, el Festival Internacional de Cinema de Rotterdam i el Festival Internacional de Curtmetratges de Tampere. A Àustria, les pel·lícules de Pfaffenbichler s'han projectat regularment a Crossing Europe, al Diagonale, a Vienna Independent Shorts i a la Viennale. El 2009, Vienna Independent Shorts va dedicar un programa d'homenatge a ell i a Lotte Schreiber. Pfaffenbichler també va produir vídeos escènics, va participar en actuacions i va participar en nombroses exposicions.
Com a comissari, Pfaffenbichler va compilar la sèrie anual Austrian Abstracts per a la Diagonale de 1999 a 2001. El 1999 va fundar el segell Lanolin, que fins al 2004 va publicar pel·lícules experimentals austríaques de Karø Goldt, Billy Roisz i Michaela Schwentner entre d'altres. Pfaffenbichler també ha comissariat programes de cinema diverses vegades per al Kunstverein Medienturm Graz, el Museu del Cinema Austríac i sixpackfilm, entre d'altres.

## Filmografia
- 1996: Wirehead (smb Timo Novotny)
- 1997: santora (amb  Jürgen Moritz)
- 1998: traxdata (amb Jürgen Moritz)
- 2001: 36 (amb Lotte Schreiber)
- 2002: notes on film 01 else
- 2003: notes on MAZY
- 2006: Notes on Film 02
- 2007: MOSAIK MÉCANIQUE (Notes on Film 03)
- 2011: INTERMEZZO (Notes on Film 04)
- 2011: CONFERENCE (Notes on Film 05)
- 2012: SHORT FILM (Notes on Film 07)

## Escrits
- ABSTRACTION NOW. Künstlerhaus Wien/Camera Austria 2004.
- SILENT ALIEN GHOST MACHINE MUSEUM. Kunstverein Medienturm/Folio Verlag 2011.
- Film Unframed. Synema/Edition Filmmuseum 2012.

## Premis
- 2020: Premi d'Art Austríac de Cinema][6]
- Premi Noves Visions al LIV Festival Internacional de Cinema Fantàstic de Catalunya.[7]